# Sofia Lilly Jönsson
Sofia Lilly Maria Jönsson, född 2 maj 1976, är en svensk skribent och musikkritiker.

## Biografi
Jönsson var under 2010-talet chefredaktör och ansvarig utgivare för Tidskriften Evangelium som fokuserade på svenskkyrklig kultur, idé och kritik. Tidskriften är sedan 2017 vilande, men flera texter har återutgetts i bokform. Hon har under flera år varit skribent och musikkritiker på Svenska Dagbladet och medverkar sedan våren 2020 som kulturskribent i Aftonbladet.
Jönsson har uppmärksammats för sin granskning av upplevda missförhållanden och maktfrågor inom Svenska kyrkan.
År 2020 fick hon Per Beskow-priset för boken Arosia: en berättelse om människor och musik i Västerås domkyrka med motiveringen att hennes texter präglas av "kunskap, oräddhet och omutligt allvar, samt av ett vackert, personligt och tillgängligt språk" och att hon har ”bidragit till att göra den kristna rösten hörd i samtidens kulturpolitiska debatt, där kristen tradition är en del av resonansbottnen”.
År 2024 gav hon ut Ett bortkastat liv: en roman om kärlek. Boken ställer frågan vem som bestämmer vad som är ett bortkastat liv. Den beskrivs som både eftertänksam och expressiv, med ett omutligt allvarligt sätt att skriva om relationer, integritet och kristen tro.

## Priser och utmärkelser
- 2018 – Religionssociologiska föreningens pris för att hon med sina texter "återinfört religion på kultursidorna"[8]
- 2020 – Per Beskow-priset för boken "Arosia: en berättelser om människor och musik i Västerås  domkyrka"[6]
- 2024 – De Nios Julpris[9]

### Tidskriften evangelium
| Datum         | Nummer | Titel           |
| ------------- | ------ | --------------- |
| Sept/Okt 2012 | 1      | Strukturer      |
| Dec 2012      | 2      | Arvet           |
| Mars 2013     | 3      | Prästen         |
| Juni 2013     | 4      | Av/förtrollning |
| Okt 2013      | 5      | Bibeln          |
| Juni 2014     | 6/7    | Gränser         |
| Sep 2014      | 8      | Synden          |
| Dec 2014      | 9      | Barnet          |
| Mars 2015     | 10     | Blodet          |

### Texter ur tidskriften Evangelium
- 2013 – Jönsson Sofia Lilly, red. Strukturer, arvet, prästen, avförtrollning: texter ur tidskriften Evangelium 2012-2013. Svenskkyrklig idé, kultur och kritik. Helsingborg: Gaudete. Libris 14840143. ISBN 9789186577377
- 2014 – Fagrell Judith, red. Bibeln, gränser: texter ur Tidskriften Evangelium 2013-2014. Skara: Tidskriften Evangelium. Libris 17225227. ISBN 9789198221206

## Diskografi
- 2008 – Little Armies (CD album)[10]